# Hospital Nacional Sergio E. Bernales
El Hospital Nacional Sergio E. Bernales, también llamado Hospital de Collique, es un centro hospitalario público peruano situado en Lima y administrado por el Ministerio de Salud del Perú (Minsa), dedicado a prevenir el daño y a garantizar atención de salud integral y especializada en forma oportuna a la población.
Lleva el nombre del Dr. Sergio Ernesto Bernales García (1885-1959), hombre de ciencia, que dedicó gran parte de su vida a la cátedra médica.

## Historia

### Antecedentes
En mayo de 1939, el presidente Óscar R. Benavides mediante DS N°749, ordena la construcción de anexos para la atención de menores con Tuberculosis.
Entre los primeros días de diciembre de 1939, se inició la construcción de un anexo del Hospital del Niño, ubicado en Collique, en ese entonces, distrito de Carabayllo, siendo en la actualidad, distrito de Comas. Se encontraba en el valle del río Chillón, a las afueras de Lima, y fue gracias a la donación de la familia Álvarez Calderón con la colaboración de Paquita Benavides de Benavides, esposa del presidente de la República, Óscar R. Benavides.

### Preventorio y Sanatorio Infantil
Es inaugurado el 15 de agosto de 1940, con capacidad para 100 camas, construido especialmente para niños de ambos sexos con afecciones de tuberculosis. El 16 de agosto, llegaron 28 pacientes procedentes del Hospital del Niño, tomando así la denominación de Preventorio N.º 01. La institución estaba dedicada a acoger menores de edad con Tuberculosis durante algún tiempo, en ese tiempo eran tratados además de ser cuidados y atendidos por el personal médico y asistencial, contando con el apoyo de la Congregación Religiosa Carmelitas Hermanas Descalzas Misioneras.
Por su ubicación en un lugar campestre (en ese entonces) y por la atención recibida, el Preventorio cumplía también como campo recreacional para los pacientes.
Con el pasar del tiempo el preventorio aumenta su capacidad e infraestructura. En 1959 el Preventorio N.º 01, se convierte en el Sanatorio Infantil de Collique.
En 1961, se crea el distrito de Comas y el terreno del sanatorio queda incluido en él. 

### Hospital de Collique
En 1966, el Sanatorio aumenta su capacidad de atención y se eleva a Hospital Infantil de Collique. 
Por carecer del servicio quirúrgico, las intervenciones se realizaba en el Sanatorio del Hospital de Bravo Chico. Debido a la explosión demográfica del Cono Norte, el hospital se vio obligado a la ampliación de sus instalaciones y sus servicios para la mejor atención de pacientes, por ello aumentó sus especialidades, además de comenzar la atención en mayores de edad. Todo esto generó que sea declarado Hospital General y posteriormente en el año 1970  se construye el Área Hospitalaria N.º 7, y luego se denomina Hospital Base N°09 "Hospital de Collique".

### Hospital Sergio Bernales
Muchos de los médicos que laboran en los diferentes Hospitales han sido discípulos de Sergio Bernales, como muestra de gratitud varias promociones llevan su nombre. La Dra. Yolanda Guzmán Flórez fue gestora del nuevo nombre del Hospital de Collique, y mediante la Resolución Ministerial N.º 214-84-SA, aprobado por el ministro Uriel García, en 1982 adquiere la denominación de Hospital de Apoyo “Sergio E. Bernales”. 
En el Gobierno de Alberto Fujimori, toma su actual denominación "Hospital Nacional Sergio E. Bernales”

### Ampliación
En 2019, se promulgó la Ley N° 30946 que declará de interés público la ampliación del Hospital de Collique. La obra será construida con apoyo de un equipo francés y estará edificada en un terreno de 60 mil metros cuadrados.
Se prevé que tendrá 700 camas y los equipos más avanzados en medicina, y además tendrá proyección a la creación de un Instituto Nacional Geriátrico.

## Organización
- Departamento de Consulta Externa
- Departamento de Medicina.
- Departamento de Cirugía.
- Departamento de Pediatría.
- Departamento de Gineco-Obstetricia.
- Departamento de Odontología.
- Departamento de Farmacia.
- Departamento de Medicina Física y Rehabilitación.
- Departamento de Enfermería.
- Departamento de Emergencia.
- Departamento de Anatomía Patológica
- Departamento de Diagnóstico por Imágenes.
- Departamento de Nutrición.
- Departamento de Servicio Social.
- Departamento de Psicología.